# Parangitia rufa
Parangitia rufa är en fjärilsart som beskrevs av Druce 1909. Parangitia rufa ingår i släktet Parangitia och familjen nattflyn. Inga underarter finns listade i Catalogue of Life.